# Фролово (сільське поселення село Фролово)
Фролово (рос. Фролово) — село в Сухиницькому районі Калузької області Російської Федерації.
Населення становить 186 осіб. Входить до складу муніципального утворення Село Фролово.

## Історія
Від 2004 року входить до складу муніципального утворення Село Фролово

## Населення
| 2002 | 2010 |
| ---- | ---- |
| 236  | ↘186 |